# O Peixe Assassino
Killer Fish - Agguato sul fondo (Brasil: O Peixe Assassino ) é um filme italiano dos gêneros aventura e terror lançado em 1979. Foi filmado e co-produzido pelo Brasil. As filmagens do longa ocorreram em Angra dos Reis, no Rio de Janeiro.

## Sinopse
Um grupo de ladrões de jóias foge para o Brasil e esconde uma pequena mala repleta de esmeraldas e outras pedras no fundo de uma represa. Então, o dono da propriedade, que bancara o roubo comprometendo-se a dividir o resultado, enche a represa com terríveis piranhas, pretendendo eliminar um a um dos seus comparsas que lá tentam mergulhar.

## Elenco
- Lee Majors - Lasky
- Karen Black - Kate Neville
- Margaux Hemingway - Gabrielle
- Marisa Berenson - Ann
- James Franciscus - Paul Diller
- Roy Brocksmith - Ollie
- Dan Pastorini	- Hans
- Frank Pesce - Warren
- Charles Guardino - Lloyd
- Anthony Steffen - Max